# Djupa vatten
Djupa vatten är vinnarlåten av Wizex i Dansbandslåten 1999 skriven av Lars Diedricson och Ulf Georgsson. Låten är det sjunde spåret i deras album, Om du var här från 2000.